# 桧山剛志
桧山 剛志（ひやま つよし、1960年4月6日 - ）は、北海道上磯郡上磯町出身で伊勢ヶ濱部屋に所属した元大相撲力士。本名は池田 正宏（いけだ まさひろ）。177cm、120kg。最高位は東十両12枚目。得意技は突き、押し。

## 経歴
小学校4年生で体重が65kgにも達し、食事量は大人の2倍であった。相撲は無敵で柔道でも地区大会で常に優勝した。その活躍ぶりから近所の人に入門を勧められたが、最初は気が進まなかった。しかし、1年間考えた末に入門を決意した。1976年3月場所に初土俵、1984年1月場所に念願の十両昇進を果たすも3勝12敗と大敗。十両在位は1場所に終わる。1987年1月場所に廃業。

## 主な成績
- 通算成績：239勝222敗2休  勝率.518
- 十両成績：3勝12敗  勝率.200
- 現役在位：66場所
- 十両在位：1場所
- 各段優勝
  - 幕下優勝：1回（1980年1月場所）

### 場所別成績
| | 一月場所 初場所（東京）   | 三月場所 春場所（大阪） | 五月場所 夏場所（東京） | 七月場所 名古屋場所（愛知） | 九月場所 秋場所（東京） | 十一月場所 九州場所（福岡） |
| --- | ------------------------- | ----------------------- | ----------------------- | --------------------------- | ----------------------- | --------------------------- |
| 1976年 （昭和51年） | x                         | （前相撲）              | 西序ノ口8枚目 4–3       | 東序二段87枚目 6–1          | 西序二段24枚目 1–4–2    | 西序二段60枚目 4–3          |
| 1977年 （昭和52年） | 東序二段34枚目 3–4        | 東序二段43枚目 6–1      | 東三段目73枚目 3–4      | 東三段目86枚目 4–3          | 東三段目68枚目 3–4      | 西三段目79枚目 5–2          |
| 1978年 （昭和53年） | 西三段目49枚目 4–3        | 東三段目33枚目 3–4      | 西三段目45枚目 5–2      | 東三段目21枚目 4–3          | 東三段目11枚目 4–3      | 西三段目筆頭 5–2            |
| 1979年 （昭和54年） | 西幕下40枚目 4–3          | 東幕下32枚目 3–4        | 東幕下44枚目 3–4        | 東幕下56枚目 2–5            | 西三段目20枚目 6–1      | 東幕下49枚目 5–2            |
| 1980年 （昭和55年） | 西幕下29枚目 優勝 7–0     | 西幕下3枚目 2–5         | 東幕下17枚目 4–3        | 西幕下12枚目 2–5            | 東幕下35枚目 3–4        | 東幕下48枚目 4–3            |
| 1981年 （昭和56年） | 西幕下37枚目 5–2          | 西幕下23枚目 2–5        | 東幕下38枚目 4–3        | 西幕下26枚目 4–3            | 東幕下20枚目 1–6        | 西幕下43枚目 4–3            |
| 1982年 （昭和57年） | 西幕下29枚目 3–4          | 西幕下40枚目 6–1        | 西幕下13枚目 3–4        | 西幕下22枚目 5–2            | 東幕下13枚目 3–4        | 西幕下20枚目 3–4            |
| 1983年 （昭和58年） | 東幕下27枚目 6–1          | 西幕下9枚目 3–4         | 東幕下19枚目 4–3        | 西幕下11枚目 5–2            | 西幕下3枚目 4–3         | 東幕下2枚目 4–3             |
| 1984年 （昭和59年） | 東十両12枚目 3–12         | 西幕下11枚目 3–4        | 西幕下19枚目 3–4        | 西幕下27枚目 3–4            | 東幕下35枚目 4–3        | 西幕下25枚目 5–2            |
| 1985年 （昭和60年） | 東幕下13枚目 2–5          | 東幕下35枚目 3–4        | 西幕下45枚目 3–4        | 東幕下58枚目 4–3            | 東幕下49枚目 3–4        | 西三段目筆頭 4–3            |
| 1986年 （昭和61年） | 東幕下46枚目 2–5          | 西三段目11枚目 4–3      | 西幕下54枚目 4–3        | 東幕下40枚目 3–4            | 東幕下50枚目 3–4        | 東三段目3枚目 1–6           |
| 1987年 （昭和62年） | 西三段目45枚目 引退 4–3–0 | x                       | x                       | x                           | x                       | x                           |
| 各欄の数字は、「勝ち-負け-休場」を示す。 優勝 引退 休場 十両 幕下 三賞：敢=敢闘賞、殊=殊勲賞、技=技能賞 その他：★=金星 番付階級：幕内 - 十両 - 幕下 - 三段目 - 序二段 - 序ノ口 幕内序列：横綱 - 大関 - 関脇 - 小結 - 前頭（「#数字」は各位内の序列） |                           |                         |                         |                             |                         |                             |

## 改名歴
- 池田（いけだ）1976年3月場所
- 清の川 正宏（きよのかわ まさひろ）1976年5月場所 - 1979年5月場所
- 桧山 剛志（ひやま つよし）1979年7月場所 - 1984年3月場所
- 北乃龍 正剛（きたのりゅう まさよし）1984年5月場所 - 1984年7月場所
- 桧山（ひやま）1984年9月場所 - 1987年1月場所